# Іваково
Іва́ково (рос. Иваково) — присілок у складі Нікольського району Вологодської області, Росія. Входить до складу Нікольського сільського поселення.

## Населення
Населення — 2 особи (2010; 6 у 2002).
Національний склад (станом на 2002 рік):
- росіяни — 100 %